# Friedmann Ernő
Friedmann Ernő József (Budapest, 1883. október 1. – ?, 1944) magyar ügyvéd, szakíró, egyetemi tanár.

## Élete
Friedmann Ottó bankár és Schweitzer Debóra fia. Hazai jogi tanulmányok után 1908-tól ügyvédi gyakorlatot folytatott, 1911-től a vallás- és közoktatásügyi minisztériumban teljesített szolgálatot, ahol a jogi oktatás reformkérdéseivel foglalkozott. 1912 és 1917 között a kassai jogakadémia római jog tanára, 1917-től 1920-ig a budapesti műegyetem tanára volt, majd ismét budapesti ügyvédként dolgozott. 1933-től 1939-ig a Magyar Hírlap felelős szerkesztője volt. Munkatársa volt a Magyar jogi lexikonnak és szerkesztette a Büntetőjogi Értekezések című sorozatot. 1944-ben elhurcolták. 

## Művei
- A korlátozott beszámíthatóságról (1902)
- Konzervativizmus és haladás a büntetőjogban (1907)
- Büntetendő cselekmény és közveszélyesség (Budapest, 1908)
- A határozatlan tartamú ítéletek (Budapest, 1910)
- Korlátozott beszámíthatóság a magánjogban (1910-11)